# La Chapelle-Viel
La Chapelle-Viel è un comune francese di 285 abitanti situato nel dipartimento dell'Orne nella regione della Normandia.

## Società

### Evoluzione demografica
Abitanti censiti